# ブライアン・ジュベール
ブライアン・ジュベール（フランス語: Brian Joubert、1984年9月20日 - ）は、フランスのフィギュアスケート選手（男子シングル）
2007年世界選手権優勝、欧州選手権優勝3回。2002年ソルトレイクシティオリンピック、2006年トリノオリンピック、2010年バンクーバーオリンピック、2014年ソチオリンピックフランス代表。

## 人物
1984年9月20日、フランスポワチエで生まれた。生後11か月のとき、ブドウ球菌感染症で片方の腎臓を摘出。
母国では2004年に1964年のアラン・カルマ以来久々の欧州チャンピオン、同年の世界選手権で銀メダリスト、そして2007年に1965年のカルマ以来のフランス人世界王者となった。2002年から2011年にかけて達成した欧州選手権での10大会連続メダル獲得はカール・シェーファーと並び歴代最多記録、また獲得メダル数も歴代最多タイ記録である。
フランスのスポーツ紙『レキップ』の「フランススポーツ選手人気トップ40」の冬季競技の競技者としては稀な常連ランカーで、とりわけ女性と高齢者からの支持が高い。また、多数のテレビ出演及び、雑誌のグラビアページを飾ることがある。とりわけ2004年度のミス・フランスとの交際が報じられた頃には顕著であった。。ウィリアムズ症候群患者のサポーターとしても知られ、チャリティ活動にも取り組んでいる。
日本のテレビ番組『NHKスペシャル』「ミラクルボディー」（第3回：フィギュアスケート、NHK、2010年2月14日放送）にて、大都市のクラブからの誘いを断り、故郷の町ポワチエで「慣れ親しんだ場所で落ち着いて練習したいから」と練習し続けていることや、精神を落ち着かせるために趣味で熱帯魚を飼育していること、試合直前には体重が増えるのを避けるために炭水化物を摂取せずに母親の作ったカリフラワーのピューレを食べていること（ジュベール本人は「自分の功績の6割は母のおかげ」と発言している）などが紹介された。
2006年と2010年に本国で自伝を出版している。

## 技術・演技
トウループとサルコウで4回転ジャンプを跳ぶ選手で、「真のスケーターなら、ショートプログラムでも4回転を跳ばなければならない」と述べたことがあるほど4回転への思い入れは強い。4回転のトウループをSPとFSの両方で跳ぶことのできる数少ない選手である。トウジャンプ（トウを突くジャンプ）を得意なものとして発言することが多かった。新採点システム移行からしばらくの間、4回転ジャンプを回避する選手が大多数を占めていた時期でも4回転を跳び続けた数少ない選手で、荒川静香は彼を「4回転を守った功労者」と評している。
2006年ロシア杯のフリースケーティングにおいて、史上4人目となる3度の4回転ジャンプに成功。2013年2月のオランダ・ハーグでのチャレンジ杯で、公式の国際試合において100本目の4回転ジャンプを成功させた。これまでの男子シングル選手の中では最も多い数である。
スピンを苦手としていたが、ルシンダ・ルーの指導を受けて改善を図ってきた。ジャン＝クリストフ・シモンは、ジュベールを「生まれながらの競技者」と評している。
好きなスケーターとして、アレクセイ・ヤグディン、エルビス・ストイコ、カート・ブラウニングをあげている。エフゲニー・プルシェンコのコーチであるアレクセイ・ミーシンに一時「ヤグディンのコピー」と揶揄されたことがあるが、これについて後日ジュベールは「ヤグディンに似ていると言われるとしたら光栄だ」と語りつつ、それに続けて「自分の演技を確立して、男性的で現代的な演技を極めたい」としている。

## 経歴

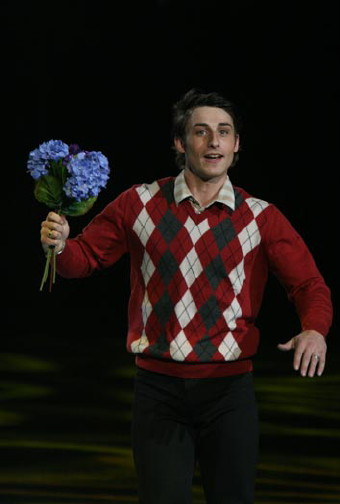
2008年エリック・ボンパール杯のエキシビション

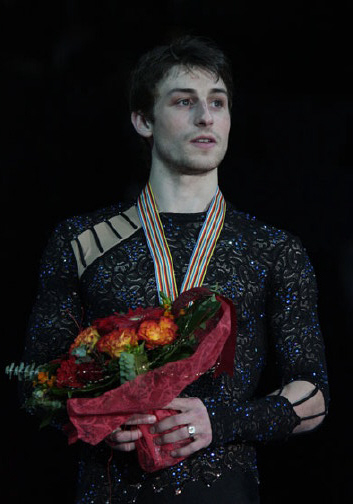
2009年欧州選手権の表彰式

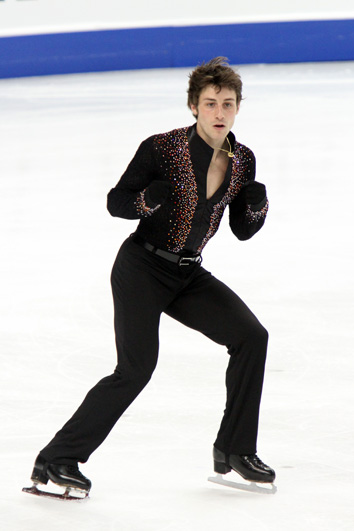
2010年世界フィギュアスケート選手権ショートプログラム

4歳のときにスケートを始めた。本当はアイスホッケーがやりたかったのだが、母に「（スケートをやっていた二人の姉と）同じことをやりたい」と言ったところ、フィギュアスケート教室に入れられてしまった。しかし、ジャンプが楽しかったのでフィギュアスケートにのめり込んでいった。
2001-2002シーズンのISUグランプリシリーズスケートアメリカでシニアの国際大会にデビュー。フランス選手権で3位に入ると、初めて出場した欧州選手権でいきなり3位に入り、ソルトレイクシティオリンピック出場を決めた。同大会フランス選手団の最年少選手だった。
2002-2003シーズンは躍進の1年間となった。アレクセイ・ヤグディンが棄権したスケートアメリカで優勝し、初めて進出したGPファイナルでも3位に入った。欧州選手権では2位に順位を上げ、世界選手権では6位となった。2003年10月、長年師事してきたヴェロニク・ギヨンのもとを離れ、ローラン・デュプイの指導を受け始めた。2003-2004シーズン、当時ほぼ無敵の強さを誇っていたエフゲニー・プルシェンコを破り、欧州選手権初優勝を果たした。世界選手権はプルシェンコに次ぐ2位となった。
2004-2005シーズン、5位に終わったGPファイナルの後、コーチをギヨンに戻した。欧州選手権は2位となったが、世界選手権では一転、FSでミスを重ねて6位に沈んでしまった。この後再びギヨンから離れてアンドレイ・ベレズィンツェフに師事する。
2005-2006シーズン、一時期ギヨンについたが、結局ベレズィンツェフのもとに落ち着いた。出場した試合のほとんどで表彰台に上がり続けたが、トリノオリンピックはFSにおいてジャンプのミスが目立ち6位に終わった。直後のカナダで行われた世界選手権はSP・FSともにミスのない演技をみせたものの、予選との合計で2位であった。
2006-2007シーズン、コーチをジャン＝クリストフ・シモンに、振付師をカート・ブラウニングに変更。GPシリーズエリック・ボンパール杯、ロシア杯、GPファイナル、欧州選手権、世界選手権と、エントリーしたすべての主要国際競技会で優勝した。これは2000-2001シーズンのプルシェンコ以来のことである。世界選手権のおよそひと月前に右足甲をスケート靴のブレードで突き刺す怪我をしたが、世界選手権への強い思いからわずか4日で氷上の練習を再開し、優勝をさらった。
2007-2008シーズン、GPシリーズスケートカナダで優勝したが、エリック・ボンパール杯はウイルス性疾患による体調不良で欠場した。欧州選手権もまだ体調は戻りきっていなかったが、3位で初出場以来7年連続の表彰台を死守した。世界選手権はSPで4回転+3回転のコンビネーションや3回転アクセルを決めスピンやステップでも良い演技だったものの、3回転ルッツの転倒と音楽ディダクションを科せられたことなどもあり、6位からの出発となった。FSでは4回転ジャンプとすべての種類の3回転ジャンプを含めて大きなミスない演技を見せた。しかし、続く最終滑走者のジェフリー・バトルが総得点で上回り、ジュベールは2位となった。 
2008-2009シーズン序盤は、スケート靴のブレードが合わず不調が続いたが、GPシリーズロシア杯で優勝。GPファイナルは公式練習中のひどい転倒で腰を痛めてFSを棄権。何とか出場しようと地元の鍼師の治療を受けたのだが、かえって悪化してしまったという。フランス選手権もその怪我により欠場した。欧州選手権では3度目の優勝を果たし、世界選手権では3位となった。
2009-2010シーズン、コーチを再びローラン・デュプイに、振付師をアルベナ・デンコヴァ＆マキシム・スタビスキーに変更。11月25日に右足の人差し指と中指をブレードで切る怪我をして緊急手術をし、一ヶ月以上氷に乗れない時期を過ごし、GPファイナルとフランス選手権の欠場を余儀なくされた。怪我を抱えたまま3度目の出場となったバンクーバーオリンピックでは、SPで4回転からのコンビネーションジャンプ、3回転ルッツをそれぞれミスし18位、FSでもジャンプで精彩を欠き16位、総合16位に終わった。優勝候補の一人と目され、フランス国内では過熱報道がなされていたため、この結果に対してバッシングが起こり、精神的にきつかったという。「自分を証明したかった」と語った世界選手権では大会通じて3度の4回転ジャンプを成功するなどして、銅メダルを獲得、5年連続で表彰台に立った。
2010-2011シーズン、コーチを再びヴェロニク・ギヨンに戻す。中国杯は4位、エリック・ボンパール杯はSP終了後に胃腸炎の悪化で棄権した。フランス国内ではこのことから引退の噂も立ったが、エリック杯の3週間後に行われたフランス選手権で7度目の優勝を果たす。欧州選手権ではSPで3回転ルッツで転倒し7位と大きく出遅れたが、FSで1位と挽回して2位となり、初出場以来10年連続の表彰台を死守し、ウルリッヒ・サルコウとカール・シェーファーが持つ欧州選手権での最多メダル獲得数記録に並んだ。世界選手権ではSPで4回転トゥループを失敗し最終グループに入ることができなかった。FSでは4回転トゥループで2.57もの加点を得るなどして4位となったが挽回することはできず、6年連続のメダル獲得には至らなかった。
2011-2012シーズン、背中の故障の為、中国杯とエリック・ボンパール杯を欠場した。フランス選手権で復帰し8度目の優勝を飾った。しかし、続く欧州選手権では8位に終わり、初めて表彰台を逃した。コーチのギヨンは引退を勧めたがそれを拒否し、練習試合として臨んだ国際B級試合チャレンジカップで優勝。そして世界選手権では国際試合のSPで2年ぶりに80点台をマーク、FSでもスピン等のレベルを取りこぼしたもののノーミスの演技で、4位、表彰台は逃したが復活を印象付け、母国の会場を沸かせた。国別対抗戦でも3位となった。
2012-2013シーズン、地元ポワチエのリンク改装の為、拠点をパリに移し、INSEP(国立スポーツ体育学院)に入学。コーチもアニック・デュモンが新たに就くこととなった。前年のSPにジュゼッペ・アリーナによる手直しを加え、FSをアルベナ・デンコヴァ＆マキシム・スタビスキー振付の新しい物とした。体調不良の為、中国杯を棄権。病明けに出場したエリック・ボンパール杯では4位となった。12月のフランス選手権は流感のため、直前に棄権を決定せざるを得ず、体調不安の色濃いシーズン前半となった。12月にデュモンの指導下から離れる。同時に練習場所をパリ郊外のシャンピニー＝シュル＝マルヌからポワチエから距離が近いラ・ロッシュ＝シュル＝ヨンに移し、単独で練習を行っていたが、1月に入ってからパリに戻り、新しくカティア・クリエがコーチとなった。そしてFSを『グラディエーター』に変更した。欧州選手権ではSPで3位、FSでは5位、トータルで4位となった。世界選手権ではSPで5位につけたが、FSではザヤックルールに違反した為得点が伸びず総合9位に沈んだ。ルール違反に気づかない観客や関係者からの不満の声が上がった。、本人は『審判には評価されなかったが、自分は自分の出来と観客によって充分に報われたと感じている』と述べた。
2013-2014シーズン、2013年9月、地元ポワチエのリンクが完成した為、帰郷。拠点も戻した。準備不足の為、テストイベントのフランス・マスターズとグランプリシリーズのスケートアメリカを棄権。スケートアメリカに関してはフランスのスポーツ紙『レキップ』は『マスターズを棄権したことに対する連盟による制裁措置』と報じた。NRW杯に出場し2位、フランス選手権でも2位。12月からはニコライ・モロゾフを新たにコーチに迎えた。4度目のオリンピックとなったソチオリンピックではSPで3位から1.12点差で7位となり、表彰台入りを仏国内では願う声が多数起きたが、FSで2度の4回転ジャンプに成功するも後半にミスが続き13位。競技からの引退を発表した。2014年7月にロシアで、カタリナ・ゲルボルトとコーチのオレグ・ワシリエフと提携して訓練を受けた。その後、ロシア代表としてゲルボルトとペア結成するようにとロシアのスポーツ大臣ヴィタリー・ムトコや国籍をロシアに変更したフランス人俳優ジェラール・ドパルデューからもロシアへ誘われ、本人も至って前向きであると報道されたが、ジュベールの母は「それはテストだったし、彼はロシア代表として競技することを否定した」と述べた。

### 競技会引退について
2014年11月にアマチュア競技会から引退する事を口にし「私の競技生活は終わった」と、フィリップ・キャンデロロら関係者が明らかにした。なおジュベール本人はメディアやファンに対して明確な引退意思表示を避け、ツイッターでは「冒険を応援し続けてくれてありがとう」「自分が冒険し続けることを受け入れてくれてありがとう」と婉曲な表現でダンスを冒険に見立ててファンに感謝の意を表している。
フランス、ロシア、日本でのアイスショー出演の傍ら、2014年の秋にTF1で放送されたダンシング・ウィズ・ザ・スターズ(シーズン5)に出演し、3位となった。同番組のフランス国内でのツアー、及び番組でのパートナーだったダンサーと共にホリデー・オン・アイス・ツアーにも参加している。
2018年以降は自身の名を冠したポワチエのスケート学校にて、アダム・シャオ・イム・ファ、リー・セルナら、多くの後進の指導に専念している。

## 主な戦績
| 大会/年            | 99-00 | 00-01 | 01-02 | 02-03 | 03-04 | 04-05 | 05-06 | 06-07 | 07-08 | 08-09 | 09-10 | 10-11 | 11-12 | 12-13 | 13-14 |
| ------------------ | ----- | ----- | ----- | ----- | ----- | ----- | ----- | ----- | ----- | ----- | ----- | ----- | ----- | ----- | ----- |
| 冬季オリンピック   |       |       | 14    |       |       |       | 6     |       |       |       | 16    |       |       |       | 13    |
| 世界選手権         |       |       | 13    | 6     | 2     | 6     | 2     | 1     | 2     | 3     | 3     | 8     | 4     | 9     |       |
| 欧州選手権         |       |       | 3     | 2     | 1     | 2     | 3     | 1     | 3     | 1     | 3     | 2     | 8     | 4     | 8     |
| 世界国別対抗戦     |       |       |       |       |       |       |       |       |       | T4/P2 |       |       | T4/P3 | T6/P7 |       |
| フランス選手権     | 10    | 14    | 3     | 1     | 1     | 1     | 1     | 1     | 1     |       |       | 1     | 1     | 棄権  | 2     |
| GPファイナル       |       |       |       | 3     | 辞退  | 5     | 辞退  | 1     |       | 棄権  | 辞退  |       |       |       |       |
| GPエリック杯       |       |       |       | 5     | 4     | 2     | 2     | 1     |       | 4     | 4     | 棄権  | 棄権  | 4     |       |
| GP中国杯           |       |       |       |       | 2     |       |       |       |       |       |       | 4     | 棄権  | 棄権  |       |
| GPNHK杯            |       |       |       |       | 4     |       |       |       |       |       | 1     |       |       |       |       |
| GPロシア杯         |       |       |       |       |       |       |       | 1     |       | 1     |       |       |       |       |       |
| GPスケートカナダ   |       |       |       |       |       |       |       |       | 1     |       |       |       |       |       |       |
| GPスケートアメリカ |       |       | 9     | 1     |       | 1     | 3     |       |       |       |       |       |       |       |       |
| NRW杯              |       |       |       |       |       |       |       |       |       |       |       |       |       |       | 2     |
| チャレンジ杯       |       |       |       |       |       |       |       |       |       |       |       |       | 1     | 1     |       |
| 世界Jr.選手権      | 15    |       |       |       |       |       |       |       |       |       |       |       |       |       |       |
| フランスJr.選手権  | 2     | 4     |       |       |       |       |       |       |       |       |       |       |       |       |       |
| JGPバルト杯        |       | 4     |       |       |       |       |       |       |       |       |       |       |       |       |       |
| JGPサンジェルヴェ  |       | 4     |       |       |       |       |       |       |       |       |       |       |       |       |       |

### 詳細
| 2015-2016 シーズン |                                    |    |          |        |
| 開催日             | 大会名                             | SP | FS       | 結果   |
| 2015年10月3日      | 2015年ジャパンオープン（さいたま） | -  | 6 105.51 | 3 団体 |

| 2013-2014 シーズン    |                                                        |         |           |           |
| 開催日                | 大会名                                                 | SP      | FS        | 結果      |
| 2014年2月6日 - 22日   | ソチオリンピック（ソチ）                               | 7 85.84 | 14 145.93 | 13 231.77 |
| 2014年1月13日 - 19日  | 2014年ヨーロッパフィギュアスケート選手権（ブダペスト） | 9 73.29 | 6 148.66  | 8 221.95  |
| 2013年12月12日 - 15日 | フランスフィギュアスケート選手権（ヴォジャニー）       | 2 70.48 | 1 155.97  | 2 226.45  |
| 2013年12月3日 - 8日   | 2013年NRW杯（ドルトムント）                            | 1 72.02 | 2 134.48  | 2 206.50  |

| 2012-2013 シーズン    |                                                      |         |           |          |
| 開催日                | 大会名                                               | SP      | FS        | 結果     |
| 2013年4月11日 - 14日  | 2013年世界フィギュアスケート国別対抗戦（東京）       | 8 76.55 | 7 151.40  | 7 227.95 |
| 2013年3月10日 - 17日  | 2013年世界フィギュアスケート選手権（ロンドン）       | 5 84.17 | 10 148.09 | 9 232.26 |
| 2013年2月21日 - 24日  | 2013年チャレンジカップ（ハーグ）                     | 1 78.21 | 2 150.45  | 1 228.66 |
| 2013年1月23日 - 27日  | 2013年ヨーロッパフィギュアスケート選手権（ザグレブ） | 3 83.93 | 5 148.54  | 4 232.47 |
| 2012年11月16日 - 18日 | ISUグランプリシリーズ エリック・ボンパール杯（パリ） | 3 75.46 | 5 134.70  | 4 210.16 |
| 2012年11月2日 - 4日   | ISUグランプリシリーズ 中国杯（上海）                 | 7 63.27 | -         | 棄権     |

| 2011-2012 シーズン     |                                                            |          |          |          |
| 開催日                 | 大会名                                                     | SP       | FS       | 結果     |
| 2012年4月19日 - 22日   | 2012年世界フィギュアスケート国別対抗戦（東京）             | 4 84.69  | 4 154.95 | 3 239.64 |
| 2012年3月26日 - 4月1日 | 2012年世界フィギュアスケート選手権（ニース）               | 4 83.47  | 5 161.11 | 4 244.58 |
| 2012年3月8日 - 1日     | 2012年チャレンジカップ（ハーグ）                           | 2 78.79  | 1 148.49 | 1 227.28 |
| 2012年1月23日 - 29日   | 2012年ヨーロッパフィギュアスケート選手権（シェフィールド） | 10 67.92 | 8 139.91 | 8 207.83 |
| 2011年12月16日 - 18日  | フランスフィギュアスケート選手権（ダンマリー＝レ＝リス）   | 1 81.38  | 1 149.59 | 1 230.97 |

| 2010-2011 シーズン     |                                                      |         |          |          |
| 開催日                 | 大会名                                               | SP      | FS       | 結果     |
| 2011年4月24日 - 5月1日 | 2011年世界フィギュアスケート選手権（モスクワ）       | 9 71.29 | 4 156.38 | 8 227.67 |
| 2011年1月24日 - 30日   | 2011年ヨーロッパフィギュアスケート選手権（ベルン）   | 7 70.44 | 1 152.57 | 2 223.01 |
| 2010年12月17日 - 18日  | フランスフィギュアスケート選手権（トゥール）         | 1 77.21 | 2 154.64 | 1 231.85 |
| 2010年11月26日 - 28日  | ISUグランプリシリーズ エリック・ボンパール杯（パリ） | 5 66.95 | -        | 棄権     |
| 2010年11月5日 - 7日    | ISUグランプリシリーズ 中国杯（北京）                 | 2 74.80 | 5 135.49 | 4 210.29 |

| 2009-2010 シーズン    |                                                      |          |           |           |
| 開催日                | 大会名                                               | SP       | FS        | 結果      |
| 2010年3月22日 - 28日  | 2010年世界フィギュアスケート選手権（トリノ）         | 3 87.70  | 4 154.04  | 3 241.74  |
| 2010年2月12日 - 28日  | バンクーバーオリンピック（バンクーバー）             | 18 68.00 | 16 132.22 | 16 200.22 |
| 2010年1月18日 - 24日  | 2010年ヨーロッパフィギュアスケート選手権（タリン）   | 2 88.55  | 3 147.90  | 3 236.45  |
| 2009年12月17日 - 18日 | フランスフィギュアスケート選手権（トゥール）         | 1 77.21  | 2 154.64  | 1 231.85  |
| 2009年11月5日 - 8日   | ISUグランプリシリーズ NHK杯（長野）                  | 1 85.35  | 1 147.35  | 1 232.70  |
| 2009年10月15日 - 18日 | ISUグランプリシリーズ エリック・ボンパール杯（パリ） | 6 72.15  | 4 135.24  | 4 207.39  |

| 2008-2009 シーズン    |                                                        |         |          |          |
| 開催日                | 大会名                                                 | SP      | FS       | 結果     |
| 2009年4月16日 - 19日  | 2009年世界フィギュアスケート国別対抗戦（東京）         | 1 85.39 | 3 151.70 | 2 237.09 |
| 2009年3月23日 - 29日  | 2009年世界フィギュアスケート選手権（ロサンゼルス）     | 1 84.40 | 3 151.57 | 3 235.97 |
| 2009年1月19日 - 25日  | 2009年ヨーロッパフィギュアスケート選手権（ヘルシンキ） | 1 86.90 | 2 145.11 | 1 232.01 |
| 2008年12月10日 - 14日 | 2008/2009 ISUグランプリファイナル（高陽）              | 3 74.55 | -        | 棄権     |
| 2008年11月20日 - 23日 | ISUグランプリシリーズ ロシア杯（モスクワ）             | 1 86.10 | 4 144.68 | 1 230.78 |
| 2008年11月13日 - 16日 | ISUグランプリシリーズ エリック・ボンパール杯（パリ）   | 3 73.75 | 4 147.38 | 4 221.13 |

| 2007-2008 シーズン   |                                                        |         |          |          |
| 開催日               | 大会名                                                 | SP      | FS       | 結果     |
| 2008年3月17日 - 23日 | 2008年世界フィギュアスケート選手権（ヨーテボリ）       | 6 77.75 | 2 153.47 | 2 231.22 |
| 2008年1月21日 - 27日 | 2008年ヨーロッパフィギュアスケート選手権（ザグレブ）   | 2 75.25 | 4 144.20 | 3 219.45 |
| 2007年12月6日 - 9日  | フランスフィギュアスケート選手権（メジェーヴ）         | 1 86.66 | 1 149.89 | 1 236.55 |
| 2007年11月1日 - 4日  | ISUグランプリシリーズ スケートカナダ（ケベックシティ） | 1 78.05 | 2 135.57 | 1 213.62 |

| 2006-2007 シーズン    |                                                           |         |          |          |
| 開催日                | 大会名                                                    | SP      | FS       | 結果     |
| 2007年4月29日         | 2007年ジャパンオープン（さいたま）                        | -       | 3 132.76 | 2 団体   |
| 2007年3月19日 - 25日  | 2007年世界フィギュアスケート選手権（東京）                | 1 83.64 | 3 157.21 | 1 240.85 |
| 2007年1月22日 - 28日  | 2007年ヨーロッパフィギュアスケート選手権（ワルシャワ）    | 2 75.18 | 1 151.94 | 1 227.12 |
| 2006年12月14日 - 17日 | 2006/2007 ISUグランプリファイナル（サンクトペテルブルク） | 1 80.75 | 1 152.71 | 1 233.46 |
| 2006年12月1日 - 3日   | フランスフィギュアスケート選手権（オルレアン）            | 1 83.80 | 1 155.69 | 1 239.49 |
| 2006年11月23日 - 26日 | ISUグランプリシリーズ ロシア杯（モスクワ）                | 1 77.70 | 1 160.13 | 1 237.83 |
| 2006年11月16日 - 19日 | ISUグランプリシリーズ エリック・ボンパール杯（パリ）      | 1 77.35 | 1 153.73 | 1 231.08 |

| 2005-2006 シーズン  |                                                                  |         |         |          |          |
| 開催日              | 大会名                                                           | 予選    | SP      | FS       | 結果     |
| 2006年3月19日-26日  | 2006年世界フィギュアスケート選手権（カルガリー）                 | 3 34.05 | 1 80.31 | 2 156.47 | 2 270.83 |
| 2006年2月10日-26日  | トリノオリンピック（トリノ）                                     | -       | 4 77.77 | 7 135.12 | 6 212.89 |
| 2006年1月16日-22日  | 2006年ヨーロッパフィギュアスケート選手権（リヨン）               | -       | 2 77.85 | 3 145.10 | 3 222.95 |
| 2005年12月8日-11日  | フランスフィギュアスケート選手権（ブザンソン）                   | -       | 1 76.79 | 1 141.35 | 1 218.14 |
| 2005年11月17日-20日 | ISUグランプリシリーズ エリック・ボンパール杯（パリ）             | -       | 2 71.55 | 2 138.86 | 2 210.41 |
| 2005年10月20日-23日 | ISUグランプリシリーズ スケートアメリカ（アトランティックシティ） | -       | 4 62.88 | 2 127.40 | 3 190.28 |

| 2004-2005 シーズン  |                                                        |         |         |           |          |
| 開催日              | 大会名                                                 | 予選    | SP      | FS        | 結果     |
| 2005年3月14日-20日  | 2005年世界フィギュアスケート選手権（モスクワ）         | 2 33.00 | 2 79.66 | 13 122.63 | 6 235.29 |
| 2005年1月25日-30日  | 2005年ヨーロッパフィギュアスケート選手権（トリノ）     | -       | 1 76.98 | 2 147.45  | 2 224.43 |
| 2004年12月16日-19日 | 2004/2005 ISUグランプリファイナル（北京）              | -       | 4 67.30 | 4 126.34  | 5 193.64 |
| 2004年12月10日-12日 | フランスフィギュアスケート選手権（レンヌ）             | -       | 2 68.95 | 1 145.40  | 1 214.35 |
| 2004年11月18日-21日 | ISUグランプリシリーズ エリック・ボンパール杯（パリ）   | -       | 4 64.04 | 1 135.00  | 2 199.04 |
| 2004年10月21日-24日 | ISUグランプリシリーズ スケートアメリカ（ピッツバーグ） | -       | 1 72.10 | 2 121.36  | 1 193.46 |

| 2003-2004 シーズン  |                                                        |      |         |          |          |
| 開催日              | 大会名                                                 | 予選 | SP      | FS       | 結果     |
| 2004年3月22日-28日  | 2004年世界フィギュアスケート選手権（ドルトムント）     | 2    | 2       | 2        | 2        |
| 2004年2月2日-8日    | 2004年ヨーロッパフィギュアスケート選手権（ブダペスト） | 2    | 1       | 1        | 1        |
| 2003年11月27日-30日 | ISUグランプリシリーズ NHK杯（旭川）                    | -    | 4 64.80 | 5 126.36 | 4 191.16 |
| 2003年11月13日-16日 | ISUグランプリシリーズ ラリック杯（パリ）               | -    | 6 62.17 | 2 133.41 | 4 195.58 |
| 2003年11月6日-9日   | ISUグランプリシリーズ 中国杯（北京）                   | -    | 4 65.67 | 2 134.17 | 2 199.84 |

| 2002-2003 シーズン   |                                                           |      |    |    |      |
| 開催日               | 大会名                                                    | 予選 | SP | FS | 結果 |
| 2003年3月24日-30日   | 2003年世界フィギュアスケート選手権（ワシントンD.C.）      | 9    | 6  | 6  | 6    |
| 2003年1月20日-26日   | 2003年ヨーロッパフィギュアスケート選手権（マルメ）        | -    | 2  | 2  | 2    |
| 2003年2月28日-3月2日 | 2002/2003 ISUグランプリファイナル（サンクトペテルブルク） | -    | 4  | 3  | 3    |
| 2003年2月28日-3月2日 | 2002/2003 ISUグランプリファイナル（サンクトペテルブルク） | -    | 4  | 3  | 3    |
| 2002年11月14日-17日  | ISUグランプリシリーズ ラリック杯（パリ）                  | -    | 1  | 5  | 5    |
| 2002年10月24日-27日  | ISUグランプリシリーズ スケートアメリカ（スポケーン）      | -    | 2  | 1  | 1    |

| 2001-2002 シーズン  |                                                                |      |    |    |      |
| 開催日              | 大会名                                                         | 予選 | SP | FS | 結果 |
| 2002年3月16日-24日  | 2002年世界フィギュアスケート選手権（長野）                     | 5    | 8  | 15 | 13   |
| 2002年2月9日-21日   | ソルトレイクシティオリンピック（ソルトレイクシティ）           | -    | 17 | 12 | 14   |
| 2002年1月14日-19日  | 2002年ヨーロッパフィギュアスケート選手権（ローザンヌ）         | 2    | 3  | 6  | 3    |
| 2001年10月24日-28日 | ISUグランプリシリーズ スケートアメリカ（コロラドスプリングス） | -    | 10 | 9  | 9    |

| 2000-2001 シーズン    |                                                          |    |    |      |
| 開催日                | 大会名                                                   | SP | FS | 結果 |
| 2000年10月26日 - 29日 | ISUジュニアグランプリ バルト杯（グダニスク）             | 4  | 4  | 6    |
| 2000年8月23日 - 26日  | ISUジュニアグランプリ サンジェルヴェ（サン・ジェルヴェ） | 2  | 4  | 4    |

| 1999-2000 シーズン |                                                                  |      |    |    |      |
| 開催日             | 大会名                                                           | 予選 | SP | FS | 結果 |
| 2000年3月5日-12日  | 2000年世界ジュニアフィギュアスケート選手権（オーベルストドルフ） | 6    | 13 | 15 | 15   |

## プログラム使用曲
| シーズン  | SP | FS | EX |
| --------- | --- | --- | --- |
| 2013-2014 | オブリビオン 五重奏のためのコンチェルト 作曲：アストル・ピアソラ 演奏：ギドン・クレーメル 振付：マキシム・スタビスキーMutations シルク・ドゥ・ソレイユ『アマルナ』より 作曲：ガイ・デュバク、マルク・レサール 振付：ニコライ・モロゾフ | アランフエス協奏曲 作曲：ホアキン・ロドリーゴ 振付：ローリー・メイ | Rise 作曲：サフリ・デュオSandstorm 演奏：ダルード |
| 2012-2013 | ジェネシス 曲：ジャスティス エアロダイナミック 曲：ダフト・パンク 振付：ジュゼッペ・アリーナ | 映画『インセプション』サウンドトラックより 作曲：ハンス・ジマー 振付：アルベナ・デンコヴァ、マキシム・スタビスキー映画『グラディエーター』より 作曲：ハンス・ジマー | 映画『グラディエーター』より 作曲：ハンス・ジマーCancion Sefaradi by Luc ArbogastS.O.S. D'un Terrien En Detresse ボーカル：グレゴリー・ルマルシャルRise 作曲：サフリ・デュオ |
| 2011-2012 | ジェネシス 曲：ジャスティス エアロダイナミック 曲：ダフト・パンクジェネシス 曲：ジャスティス | Clubbed to Death 映画『マトリックス』より 作曲：ロブ・デューガン | Little Love by AaRonL'Assasymphonie ミュージカル『Mozart l'Opéra Rock』よりÇa Ira Mon Amour ミュージカル『1789 Les amants de la bastille』よりS.O.S. D'un Terrien En Detresse ボーカル：グレゴリー・ルマルシャルAn freij de an neo era by Luc Arbogastロード・オブ・ザ・ダンス 作曲：ロナン・ハーディマン |
| 2010-2011 | マラゲーニャ 映画『レジェンド・オブ・メキシコ/デスペラード』より 作曲：ロバート・ロドリゲス 演奏：ブライアン・セッツァー 振付：アントニオ・ナハロ                                                                                      | 交響曲第9番 作曲：ルートヴィヒ・ヴァン・ベートーヴェン 振付：デヴィッド・ウィルソン | エアロダイナミック 曲：ダフト・パンクLittle Love by AaRonC'est bientôt la fin ミュージカル『Mozart l'Opéra Rock』よりRise 作曲：サフリ・デュオ |
| 2009-2010 | Rise 作曲：サフリ・デュオ 振付：エフゲニー・プラトフ | Ancient Lands 作曲：ロナン・ハーディマン 編曲：マキシム・ロドリゲス 振付：アルベナ・デンコヴァ、マキシム・スタビスキー | インフィニティ2008 曲：Guru Josh ProjectSandstorm 演奏：ダルードLe Patineur by Julien ClercMerci by GregoireL'Assasymphonie ミュージカル『Mozart l'Opéra Rock』より |
| 2008-2009 | Rise 作曲：サフリ・デュオ 振付：エフゲニー・プラトフ | 映画『マトリックス・リローデッド』サウンドトラックより 作曲：ドン・デイヴィス 映画『レクイエム・フォー・ドリーム』サウンドトラックより 作曲：クリント・マンセル映画『ラスト・オブ・モヒカン』サウンドトラックより 作曲：トレヴァー・ジョーンズ、ランディ・エデルマン 振付：エフゲニー・プラトフ | マドレーヌ ボーカル：ジャック・ブレルハレルヤ ボーカル：ルーファス・ウェインライトI'm Yours 曲：ジェイソン・ムラーズ |
| 2007-2008 | オール・フォー・ユー 作曲：セバスチャン・ダミアーニ 振付：カート・ブラウニング | アルバム『Plays Metallica』より 原曲：メタリカ 演奏：アポカリプティカ O Verona 映画『ロミオ+ジュリエット』より 作曲：ネリー・フーパー、クレイグ・アームストロング 振付：カート・ブラウニング | クロックス 曲：コールドプレイ |
| 2006-2007 | 映画『007 ダイ・アナザー・デイ』より 作曲：デヴィッド・アーノルド 振付：ニコライ・モロゾフ | アルバム『Plays Metallica』より 原曲：メタリカ 演奏：アポカリプティカ O Verona 映画『ロミオ+ジュリエット』より 作曲：ネリー・フーパー、クレイグ・アームストロング 振付：カート・ブラウニング | Tant Qu'on Reve Encore ミュージカル『Le Roi Soleil』よりRise 作曲：サフリ・デュオLove Is All 作曲：ロジャー・グローヴァーYou Are Loved (Don't Give Up) ボーカル：ジョシュ・グローバンアルモニア 作曲：セバスチャン・ダミアーニ                                                                            |
| 2005-2006 | 映画『007 ダイ・アナザー・デイ』より 作曲：デヴィッド・アーノルド 振付：ニコライ・モロゾフ | 映画『マトリックス』より 作曲：ドン・デイヴィス 振付：ニコライ・モロゾフロード・オブ・ザ・ダンス 作曲：ロナン・ハーディマン 振付：ニコライ・モロゾフ | Mon Ami Mon Maitre ボーカル：セルジュ・ラマエアロダイナミック 曲：ダフト・パンク |
| 2004-2005 | ブルーマングループ | 映画『1492 コロンブス』より 作曲：ヴァンゲリス 振付：タチアナ・タラソワ | カルーソ ボーカル：アンドレア・ボチェッリロード・オブ・ザ・ダンス 作曲：ロナン・ハーディマン |
| 2003-2004 | タイム 曲：ピンク・フロイド 振付：ニコライ・モロゾフ | 映画『マトリックス』より 作曲：ドン・デイヴィス 振付：ニコライ・モロゾフ | Ces soirees by YannickLettre à France 曲：ミッシェル・ポルナレフLove's Divine by SealJ'ai Demande a La Lune by Indochine |
| 2002-2003 | タイム 曲：ピンク・フロイド 振付：ニコライ・モロゾフ | 映画『アンタッチャブル』サウンドトラックより 作曲：エンニオ・モリコーネ 振付：ニコライ・モロゾフ | Le Lacs du Conemara ボーカル：ミッシェル・サルドゥーS.O.S. D'un Terrien En Detresse ミュージカル『スターマニア』より 作曲：ミッシェル・ベルジェQuelques Cris? ボーカル：ジョニー・アリディMa Gueule ボーカル：ジョニー・アリディ                                                                          |